# Ебігейл Бреслін
Е́бігейл Ке́тлін Бре́слін (англ. Abigail Kathleen Breslin) — американська акторка театру, кіно та телебачення.

## Життєпис
Народилася 14 квітня 1996 року в Нью-Йорку, США. 
Вже у віці трьох років почала зніматися в рекламних роликах, після чого в 2002 році дебютувала на великому екрані в трилері «Знаки» режисера М. Найт Ш'ямалана. Потім були декілька ролей у комедіях, після чого отримала роль незграбної дівчинки Олів Гувер, яка мріє про перемогу в конкурсі краси, у фільмі «Маленька міс Щастя». Фільм, знятий незалежними режисерами Валері Феріс та Джонатаном Дейтона (їх режисерський дебют) став одним з касових та критичних хітів 2006 року і номінувався на «Оскар» як найкраща картина. Етакож отримала номінацію на «Оскар» як «найкраща акторка другого плану». Має двох старших братів.

## Фільмографія

### Фільми
| Рік  | Українська назва                            | Оригінальна назва                        | Роль                 |
| ---- | ------------------------------------------- | ---------------------------------------- | -------------------- |
| 2002 | Знаки                                       | Signs                                    | Бо Хесс              |
| 2004 | Модна матуся                                | Raising Helen                            | Сара Девис           |
| 2004 | Щоденники принцеси 2: Як стати королевою    | The Princess Diaries 2: Royal Engagement | Кароліна             |
| 2004 | В руках Бога                                | Keane                                    | Кайра Бедик          |
| 2004 | Каштан: Герой Центрального парку            | Chestnut: Hero of Central Park           | Рей                  |
| 2005 | Сімейний план (фільм, 2005)                 | Family Plan                              | Ніколь               |
| 2006 | Принци повітря                              | Air Buddies                              | Роузбад/Аліса, голос |
| 2006 | Санта-Клаус 3                               | The Santa Clause 3: The Escape Clause    | Тріш                 |
| 2006 | Останній дарунок                            | The Ultimate Gift                        | Емілі Роуз           |
| 2006 | Маленька міс Щастя                          | Little Miss Sunshine                     | Олів Гувер           |
| 2007 | Смак життя                                  | No Reservations                          | Зоя Армстронг        |
| 2008 | Так, можливо                                | Definitely, Maybe                        | Мая Гейс             |
| 2008 | Острів Нім                                  | Nim's Island                             | Нім Русо             |
| 2008 | Кіт Кіттредж: Загадка американської дівчини | Kit Kittredge: An American Girl          | Кіт Кіттредж         |
| 2009 | Мій ангел-охоронець                         | My Sister's Keeper                       | Анна Фіцджеральд     |
| 2009 | Вітаємо у Зомбіленді                        | Zombieland                               | Літл-Рок             |
| 2010 | Квантовий квест: Космічна одіссея           | Quantum Quest: A Cassini Space Odyssey   | Джена, голос         |
| 2010 | Джені Джонс (фільм)                         | Janie Jones                              | Джені Джонс          |
| 2011 | Ранго                                       | Rango                                    | Присцілла, голос     |
| 2011 | Старий Новий рік                            | New Year's Eve                           | Хейлі Дойл           |
| 2012 | Замбезія                                    | Zambezia                                 | Зої, голос           |
| 2013 | Виклик                                      | The Call                                 | Кейсі Велсон         |
| 2013 | Лімб                                        | Haunter                                  | Ліза Джонсон         |
| 2013 | Гра Ендера                                  | Ender's Game                             | Валентина Віггін     |
| 2013 | Серпень: Графство Осейдж                    | August: Osage County                     | Джін Фордгем         |
| 2014 | Зла кров                                    | Wicked Blood                             | Ханна Лі             |
| 2014 |                                             | Perfect Sisters                          | Сандра               |
| 2015 | Меггі                                       | Maggie                                   | Меґґі                |
| 2015 | Остання дівчина                             | Final Girl                               | Вероніка             |
| 2016 |                                             | Fear, Inc.                               | Дженіфер             |
| 2017 |                                             | Freak Show                               | Лінетт               |
| 2019 | Зомбіленд: Подвійний постріл                | Zombieland: Double Tap                   | Літл-Рок             |
| 2021 | Тихий вир                                   | Stillwater                               | Еллісон              |
| 2024 | Засекречено                                 | Classified                               | Кейсі Вокер          |

### Телесеріали
| Рік       | Українська назва                    | Оригінальна назва                               | Роль                                             |
| --------- | ----------------------------------- | ----------------------------------------------- | ------------------------------------------------ |
| 2002      | За що тебе люблю                    | What I Like About You                           | Джозі, в епізоді «The Teddy Bear»                |
| 2002      | Таксист                             | Hack                                            | Кайла Адамс, в епізоді «Domestic Disturbance»    |
| 2004      | Закон і порядок: Спеціальний корпус | Law & Order: Special Victims Unit               | Петті Бренсон, в епізоді «Birthright»            |
| 2004      | NCIS: Полювання на вбивць           | Navy NCIS: Naval Criminal Investigative Service | Сенді Вотсон, в епізоді «See No Evil»            |
| 2006      | Та, що говорить із привидами        | Ghost Whisperer                                 | Сара Епплуайт, в епізоді «Melinda's First Ghost» |
| 2006      | Анатомія Грей                       | Grey's Anatomy                                  | Меган Клевер, в епізоді «Sometimes a Fantasy»    |
| 2015-2016 | Королеви крику                      | Scream Queens                                   | Ліббі Путні, 23 епізоди                          |